# Конференция на острове Уэйк

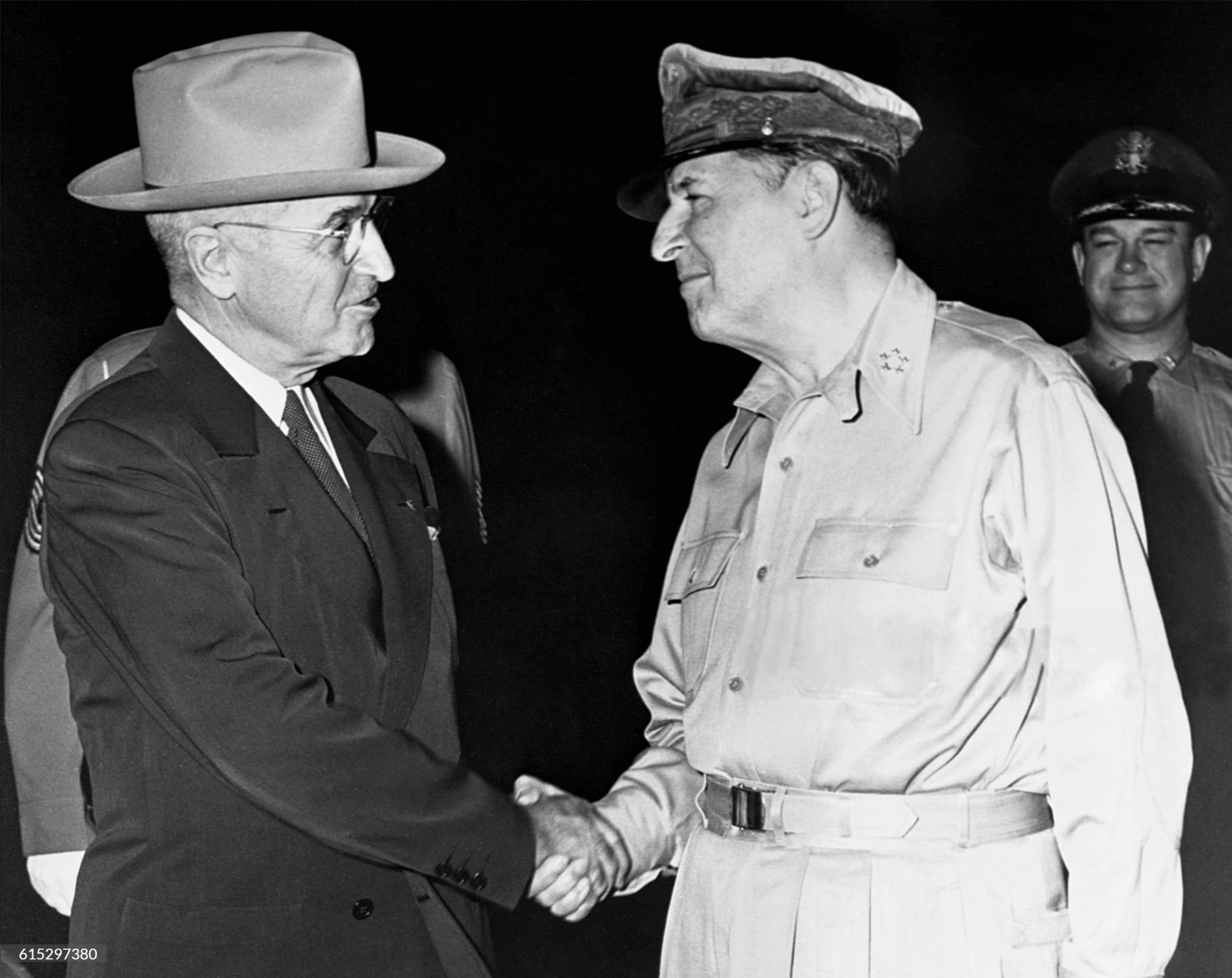
Гарри Трумэн и Дуглас Макартур.

Конференция на острове Уэйк — встреча между президентом США Гарри Трумэном и генералом Дугласом Макартуром, произошедшая 15 октября 1950 года на атолле Уэйк. 
Эта встреча стала одним из эпизодов Корейской войны. Трумэн и Макартур обсудили ход военных действий на Корейском полуострове. Впоследствии Трумэн объяснял выбор места встречи тем, чтобы Макартуру не понадобилось бы слишком отдаляться от войск, ведущих боевые действия. На встрече Трумэн наградил Макартура пятой медалью «За выдающуюся службу».
Сама встреча проходила без участия других лиц, записи разговора отсутствуют. Известно, что 30 октября того же года Макартур писал Трумэну: «Я покинул конференцию на острове Уэйк с явным чувством удовлетворения, что интересы страны защищены благодаря лучшему взаимопониманию и обмену мнениями между нами. Я надеюсь, что это даст надёжную защиту от будущих попыток тех, кто стремится по той или иной причине (ни одна из них не является достойной) нарушить взаимопонимание между нами.»
У этой встречи оказались далекоидущие последствия для самого Макартура и военной кампании в целом. В апреле 1951 года Трумэн отправил Макартура в отставку. Помимо разных заявлений, явно выходящих за пределы полномочий генерала (например, требование нанести ядерный удар по Китаю, помогавшему Северной Корее), причиной стали и недостоверные сведения, переданные Макартуром Трумэну на атолле Уэйк.